# Camera Phone
Camera Phone - singel amerykańskiego rapera The Game’a. Utwór pochodzi z rozszerzonej wersji album L.A.X.. Gościnnie występuje piosenkarz Ne-Yo.

## Lista utworów
Opracowano na podstawie źródła.
1. „Camera Phone” (Radio Edit) - 3:40
2. „Camera Phone” (Instrumental) - 4:29

## Notowania
| Notowania (2009) | Najwyższa pozycja |
| ---------------- | ----------------- |
| UK Singles Chart | 48                |
| UK R&B Chart     | 15                |